# 지도중학교
지도중학교(知道中學校)는 대한민국 경기도 고양시 덕양구 화정동에 있는 공립 중학교이다.

## 학교 연혁
- 1997년 1월 14일 : 지도중학교 설립 인가 (30학급)
- 1997년 3월 1일 : 초대 김종민 교장 취임
- 1997년 12월 30일 : 교실 3,4층 증축
- 1998년 2월 14일 : 제1회 졸업 (22명)
- 2001년 12월 24일 : 교실 5층 옥탑층 증축
- 2003년 3월 21일 : 급식실 증축
- 2012년 3월 1일 : 특수 1학급 신설
- 2014년 2월 14일 : 제17회 졸업 (402명, 누계 5,327명)
- 2020년 3월 1일 : 제9대 남욱현 교장 취임
- 2020년 3월 1일 : 학급감축(19학급) 제24회 입학(6학급 184명)
- 2021년 3월 1일 : 제25회 입학(6학급 186명)

## 참고 자료
- 지도중학교 - 한국교육학술정보원 학교알리미